# Park Narodowy Pisba
Park Narodowy Pisba (hiszp. Parque nacional natural Pisba) – park narodowy w Kolumbii położony w departamentach Boyacá i Casanare. Został utworzony 5 lutego 1977 roku i zajmuje obszar 351,45 km². W 2021 roku został zakwalifikowany przez BirdLife International jako ostoja ptaków IBA. Na północ od niego znajduje się Park Narodowy El Cocuy.

## Opis
Park obejmuje część Kordyliery Wschodniej, w dorzeczach Magdaleny (rzeka Chicamocha) i Orinoka (rzeka Meta), na wysokościach od 1861 do 3965 m n.p.m. Znajduje się tu 35 jezior lodowcowych (m.in.: Las Estrellas, El Verde, La Grande, Los Perros) oraz źródła wielu rzek i strumieni. Niżej położoną część parku pokrywa tropikalny wilgotny las górski. Wyżej występuje las mglisty i paramo.
Średnia roczna temperatura w parku wynosi w zależności od wysokości od +5 do +16 °C.

## Flora
W parku odnotowano 202 gatunki roślin naczyniowych.
W paramo występuje zagrożona wyginięciem (EN) Espeletia formosa, narażone na wyginięcie (VU) Espeletia episcopalis, Espeletia brassicoidea, Espeletia ariana i Espeletia jaramilloi, a także m.in.: Espeletia pisbana, Espeletia lopezii, Espeletia mutabilis, Espeletia boyacensis, Espeletia curialensis, Espeletia congestiflora i Polylepis quadrijuga.
W lasach rosną krytycznie zagrożone wyginięciem (CR) Magnolia cespedesii, Magnolia virolinensis i Ceroxylon sasaimae, zagrożone wyginięciem (EN) Trigonobalanus excelsa, Juglans neotropica, Magnolia arcabucoana, Magnolia santanderiana, Magnolia georgii, Magnolia argyrothricha i Magnolia caricifragrans, narażone na wyginięcie (VU) Retrophyllum rospigliosii, cedrzyk wonny, Cedrela montana, Eschweilera bogotensis, Aniba perutilis i Prumnopitys montana, a także m.in.: Aiphanes graminifolia, Geonoma santanderensis, Heliconia lozanoi, Heliconia oleosa, Heliconia reptans, Matisia uribei, Matisia lozanoi, Anguloa brevilabris, Masdevallia elephanticeps, Masdevallia hieroglyphica, Restrepia pandurata, Sobralia mutisii, Podocarpus oleifolius, Couepia platycalyx, Quercus humboldtii.

## Fauna
Ssaki występujące w parku to narażone na wyginięcie (VU) wełniak brunatny, tapir amerykański, pekari białobrody, mazama karłowata, andoniedźwiedź okularowy, ponocnica lemurowata i ocelot tygrysi, a także m.in.: urocjon wirginijski, majkong krabożerny, puma płowa, jaguar amerykański, ocelot wielki, wydrak długoogonowy, paka górska, igłozwierz kolumbijski, pakarana Branickiego, zbójnik ciemny, brakogonek dżunglowy i żaglouch górski.
Ptaki żyjące tu to krytycznie zagrożony wyginięciem (CR) pręgostrzyżyk brązowy, zagrożone wyginięciem (EN) krytonosek szarogłowy, epoletowiec kasztanowaty, strzyżyk stokowy i czubacz hełmiasty, narażone na wyginięcie (VU) wodnik andyjski, kondor wielki, cukrownik turkusowy, brodacz białogrzbiety, elfik czarny, kominiarczyk amerykański, ara zielona i przepiór czarnolicy, a także m.in.: wojak obrożny, grdacz soplowaty, czakalaka kolumbijska, przepiór białolicy, amazoneczka ognistogłowa, szmaragdzik rudobrzuchy, piwik północny, lasówka złotoskrzydła, lasówka niebieska.
Płazy występujące w parku to m.in.: krytycznie zagrożone wyginięciem (CR) Bolitoglossa capitana, Pristimantis spilogaster, Hyloxalus ruizi, Atelopus subornatus i Atelopus farci,  zagrożone wyginięciem (EN) Bolitoglossa pandi, Pristimantis renjiforum, Pristimantis jorgevelosai, Pristimantis bacchus, Pristimantis acutirostris i Hyloscirtus piceigularis, narażone na wyginięcie (VU) Rulyrana adiazeta, Pristimantis merostictus, Pristimantis bicolor, Strabomantis ingeri, Andinobates virolinensis i Hyloscirtus denticulentus.